# UK Women's Championship
Lo UK Women's Championship è un torneo del World Women's Tour di snooker, che si è disputato dal 1985 al 1987 e tra il 1989 e il 1990 a Leicester, nel 1988 a Solihull, nel 1992 a Tonbridge e nel 2004 e dal 2015 al 2019 a Leeds, in Inghilterra.

## Albo d'oro
| Edizione      | Vincitore         | Finalista         | Risultato     | Stagione              | Città     | Impianto                   | Note   |
| ------------- | ----------------- | ----------------- | ------------- | --------------------- | --------- | -------------------------- | ------ |
| 1985          | Allison Fisher    | Caroline Walch    | 3 - 0         | 1984-1985             | Leicester | Willie Thorne Snooker Club | [ 1 ]  |
| 1986          | Allison Fisher    | Stacey Hillyard   | 4 - 2         | 1985-1986             | Leicester | Willie Thorne Snooker Club | [ 2 ]  |
| 1987          | Allison Fisher    | Mandy Fisher      | 5 - 1         | 1986-1987             | Leicester | Willie Thorne Snooker Club | [ 3 ]  |
| Non disputato | Non disputato     | Non disputato     | Non disputato | 1987-1988             |           |                            |        |
| 1988          | Allison Fisher    | Stacey Hillyard   | 5 - 2         | 1988-1989             | Solihull  | Breaks Snooker Club        | [ 4 ]  |
| 1989          | Tessa Davidson    | Stacey Hillyard   | 4 - 1         | 1988-1989             | Leicester | Willie Thorne Snooker Club | [ 5 ]  |
| 1990          | Allison Fisher    | Stacey Hillyard   | 5 - 0         | 1989-1990             | Leicester | Willie Thorne Snooker Club | [ 6 ]  |
| Non disputato | Non disputato     | Non disputato     | Non disputato | 1990-1991 - 1991-1992 |           |                            |        |
| 1992          | Tessa Davidson    | Stacey Hillyard   | 4 - 3         | 1992-1993             | Tonbridge | Tonbridge Snooker Club     | [ 7 ]  |
| Non disputato | Non disputato     | Non disputato     | Non disputato | 1993-1994 - 2003-2004 |           |                            |        |
| 2004          | Lynette Horsburgh | June Banks        | 4 - 1         | 2004-2005             | Leeds     | Northern Snooker Centre    | [ 8 ]  |
| Non disputato | Non disputato     | Non disputato     | Non disputato | 2005-2006 - 2014-2015 |           |                            |        |
| 2015          | Ng On-yee         | Reanne Evans      | 5 - 1         | 2015-2016             | Leeds     | Northern Snooker Centre    | [ 9 ]  |
| 2016          | Reanne Evans      | Tatjana Vasiljeva | 5 - 1         | 2016-2017             | Leeds     | Northern Snooker Centre    | [ 10 ] |
| 2017          | Ng On-yee         | Reanne Evans      | 4 - 1         | 2017-2018             | Leeds     | Northern Snooker Centre    | [ 11 ] |
| 2018          | Ng On-yee         | Rebecca Kenna     | 4 - 1         | 2018-2019             | Leeds     | Northern Snooker Centre    | [ 12 ] |
| 2019          | Reanne Evans      | Maria Catalano    | 4 - 2         | 2019-2020             | Leeds     | Northern Snooker Centre    | [ 13 ] |
| Non disputato | Non disputato     | Non disputato     | Non disputato | 2020-2021             |           |                            |        |
| 2021          |                   |                   |               | 2021-2022             | Leeds     | Northern Snooker Centre    |        |

## Statistiche

### Finalisti
| N° | Giocatore         | Vittorie | Finali perse | Totale |
| -- | ----------------- | -------- | ------------ | ------ |
| 1  | Allison Fisher    | 5        | 0            | 5      |
| 2  | Stacey Hillyard   | 0        | 5            | 5      |
| 3  | Reanne Evans      | 2        | 2            | 4      |
| 4  | Ng On-yee         | 3        | 0            | 3      |
| 5  | Tessa Davidson    | 2        | 0            | 2      |
| 6  | Lynette Horsburgh | 1        | 0            | 1      |
| 7  | Caroline Walch    | 0        | 1            | 1      |
| 8  | Mandy Fisher      | 0        | 1            | 1      |
| 9  | June Banks        | 0        | 1            | 1      |
| 10 | Tatjana Vasiljeva | 0        | 1            | 1      |
| 11 | Rebecca Kenna     | 0        | 1            | 1      |
| 12 | Maria Catalano    | 0        | 1            | 1      |

### Finalisti per nazione
| N° | Nazione     | Vittorie | Finali perse | Totale |
| -- | ----------- | -------- | ------------ | ------ |
| 1  | Inghilterra | 9        | 12           | 21     |
| 2  | Hong Kong   | 3        | 0            | 3      |
| 3  | Scozia      | 1        | 0            | 1      |
| 4  | Lettonia    | 0        | 1            | 1      |

- Vincitrice più giovane: Allison Fisher (17 anni, 1985)
- Vincitrice più anziana: Reanne Evans (34 anni, 2019)

### Century break
| Edizione | Century break | Miglior break      |
| -------- | ------------- | ------------------ |
| 1985     | 0             |                    |
| 1986     | 0             |                    |
| 1987     | 0             |                    |
| 1988     | 0             |                    |
| 1989     | 0             |                    |
| 1990     | 0             |                    |
| 1992     | 0             |                    |
| 2004     | 0             |                    |
| 2015     | 0             |                    |
| 2016     | 0             |                    |
| 2017     | 0             |                    |
| 2018     | 0             |                    |
| 2019     | 1             | Reanne Evans (105) |

### Montepremi
| Edizione | Montepremi |
| -------- | ---------- |
| 1985     |            |
| 1986     |            |
| 1987     |            |
| 1988     |            |
| 1989     |            |
| 1990     |            |
| 1992     |            |
| 2004     | £300       |
| 2015     |            |
| 2016     |            |
| 2017     |            |
| 2018     |            |
| 2019     | £4700      |

### Sponsor
| Edizione | Montepremi |
| -------- | ---------- |
| 1985     | Tuborg     |
| 1986     | Tuborg     |
| 1987     | Tuborg     |
| 1988     | Tuborg     |
| 1989     | Tuborg     |
| 1990     |            |
| 1992     |            |
| 2004     |            |
| 2015     |            |
| 2016     | LITEtask   |
| 2017     | LITEtask   |
| 2018     | LITEtask   |
| 2019     |            |